# Edward Popham (parlamentar)
Edward Popham (por volta de 1530 - 24 de janeiro de 1586), de Huntworth, Somerset, foi um político inglês.

## Carreira
Ele foi um membro (MP) do Parlamento da Inglaterra por Guildford em 1558, Hythe em 1563 e Bridgwater em 1571, 1572 e 1584.